# Dirottamenti di Dawson's Field
I dirottamenti di Dawson's Field (in inglese: Dawson's Field hijackings) furono una serie di atti di pirateria aerea da parte dei membri del Fronte Popolare per la Liberazione della Palestina (FPLP) di George Habbash.
La vicenda si svolse tra il 6 e il 9 settembre 1970 con l'epilogo presso il Dawson's Field, un vecchio campo d'aviazione della Royal Air Force situato nel deserto della Giordania settentrionale, vicino alla località di Zarqa. Quattro dei cinque velivoli dirottati furono costretti ad atterrare come azione dimostrativa orchestrata per protestare contro l'accettazione del piano Rogers anche da parte del re Hussein di Giordania. Gli scontri che ne scaturirono contro le forze palestinesi perdurarono fino al 27 settembre e diedero vita al periodo passato alla storia come "Settembre Nero".

## Dirottamento del volo El Al 219
Il volo El Al 219 fu l'unico dei 5 dirottamenti a fallire.
Il volo El Al 219 (su aereo Boeing 707, seriale 18071/216, registrazione 4X-ATB) partito da Tel Aviv, Israele, era diretto a New York City, con 138 passeggeri a bordo e 10 membri dell'equipaggio. Dopo uno scalo ad Amsterdam, Paesi Bassi, venne dirottato subito dopo il decollo da Patrick Argüello, un nicaraguense statunitense, e Leila Khaled, palestinese.
Il piano originale era di avere quattro dirottatori a bordo, ma agenti della sicurezza della compagnia israeliana ne impedirono l'imbarco. I due sospetti avevano passaporti senegalesi con numeri di matricola consecutivi e non vennero fatti imbarcare il 6 settembre. Invece, comprarono biglietti di prima classe sul volo Pan Am 93 e dirottano quel volo.

Atteggiandosi a coppia sposata, Argüello e Khaled si imbarcarono usando un passaporto honduregno — avendo già fatto passare i loro bagagli attraverso i controlli di sicurezza — ed erano seduti nella seconda fila della classe turistica. Una volta che l'aereo si avvicinò alla costa britannica, presero le loro pistole e granate e si avvicinarono alla cabina di pilotaggio, chiedendo di entrare. Secondo Khaled, in una intervista del 2000,
"Così dopo mezz'ora (dal decollo) dovemmo muoverci. Ci fermammo. Avevo le mie due bombe a mano e mostrai a tutti che stavo sfilando gli spilli di sicurezza coi miei denti. Patrick rimase in attesa. Sentimmo sparare nello stesso momento e quando attraversammo la prima classe, la genta stava gridando ma io non vedevo chi stesse sparando perché era dietro di noi. Così Patrick mi disse 'vai avanti, ti copro io'. Così andai avanti e trovai una hostess, e lei stava per placcarmi alle gambe. Così mi affrettai, raggiunsi la cabina di pilotaggio, ma era chiusa. Mentre stavo gridando 'apri la porta' la hostess arrivò; disse 'ha due bombe a mano,' ma non aprirono (la porta della cabina) ed improvvisamente io minacciai di far saltare l'aereo. Dissi 'conterò e se non aprirete farò saltare l'aereo.'"

Dopo essere stati informati attraverso l'intercom che era in corso un dirottamento, il capitano Uri Bar Lev decise di non assecondare le loro richieste: 
"Decisi che non saremmo stati dirottati. L'uomo della sicurezza era seduto lì pronto a scattare. Gli dissi che stavo per mandare l'aereo in modo G-negativo. Tutto sarebbe caduto. Quando metti l'aereo in G-negativo, è come stare in un ascensore che cade. Invece di volare, l'aereo picchia ed ognuno in piedi cade giù.."
Bar Lev mise l'aereo in una ripida picchiata che sbilanciò i due dirottatori. Argüello secondo i testimoni lanciò l'unica granata attraverso il corridoio dell'aereo, ma questa mancò di esplodere, e lui venne colpito in testa da una bottiglia di whiskey da parte di un passeggero dopo che gli ebbe spostato la pistola. Argüello sparò all'assistente di volo Shlomo Vider e secondo i passeggeri ed il personale israeliano di sicurezza, e venne poi colpito da uno sky marshal. La sua complice Khaled venne sopraffatta dalla sicurezza e dai passeggeri, mentre l'aereo faceva un atterraggio d'emergenza all'Aeroporto di Londra-Heathrow; lei poi disse che Argüello venne colpito quattro volte nella schiena dopo che lui e Khaled fallirono il dirottamento dell'aereo. Vider fu sottoposto ad un intervento di urgenza e si rimise dalle sue ferite; Argüello morì nell'ambulanza che portava lui e Khaled all'ospedale di Hillingdon. Khaled venne poi arrestata dalla polizia britannica.

### Nazionalità del Volo 219
| Nazionalità | Passeggeri | Equipaggio | Totale |
| ----------- | ---------- | ---------- | ------ |
| Israele     | 118        | 10         | 128    |
| Paesi Bassi | 10         | 0          | 10     |
| Stati Uniti | 9          | 0          | 9      |
| Canada      | 1          | 0          | 1      |
| Totale      | 138        | 10         | 148    |

## Dirottamento del volo TWA 741
Il volo TWA 741 (tipo Boeing 707, numero di serie 18917/460, registrazione N8715T) era un volo intorno al mondo che trasportava 144 passeggeri e un equipaggio di 11 persone. Il volo quel giorno stava volando da Tel Aviv ad Atene, Francoforte sul Meno, Germania Ovest, e poi a New York City, e fu dirottato sul Belgio sulla tratta Francoforte-New York. Era guidato dal capitano Carroll D. Woods, dal primo ufficiale Jim Majer e dall'ingegnere di volo Al Kiburis.
Il commissario di bordo del volo 741, Rudi Swinkles, ricordò di aver visto un passeggero correre verso la prima classe. Supponendo che fosse un marito arrabbiato che inseguiva la moglie, Swinkles gli corse dietro. I dirottatori erano alla porta della cabina di pilotaggio e ordinarono a un assistente di volo di aprire la porta.  Il dirottatore maschio si voltò, puntando un revolver calibro 38 nichelato e una granata a mano verso Swinkles e urlò "Indietro! Indietro!" Swinkles si tuffò dietro il divisorio della prima classe.
I dirottatori presero il controllo della cabina di pilotaggio. Il dirottatore maschio tenne il revolver puntato su Majer finché l'aereo non atterrò a Dawson's Field, dicendo "Voglio che tu faccia invertire la rotta". La dirottatrice dichiarò all'interfono: "Sono il vostro nuovo capitano che parla. Questo volo è stato preso in consegna dal Fronte Popolare per la Liberazione della Palestina. Vi porteremo in un paese amico con gente amichevole". La dirottatrice ordinò anche a tutti in prima classe di tornare in classe economica.
Atterrò a Dawson's Field in Giordania alle 18:45 ora locale.
Yitzchak Hutner era uno dei passeggeri.
Martha Hodes, un'americana che all'epoca aveva 12 anni e che si trovava sullo stesso volo con la sorella tredicenne, ha pubblicato il suo resoconto del dirottamento nel 2023. Il suo libro si intitola My Hijacking.

## Dirottamento del volo Swissair 100
Il volo Swissair 100 (tipo Douglas DC-8-53, registrazione HB-IDD, denominato Nidwalden), costruito nel 1963, trasportava 143 passeggeri e 12 membri dell'equipaggio dall'aeroporto di Zurigo-Kloten, in Svizzera, a New York JFK. L'aereo fu dirottato sulla Francia pochi minuti dopo il volo TWA. Un uomo e una donna sequestrarono l'aereo, uno dei quali portava con sé un revolver d'argento. Fu annunciato tramite l'interfono che l'aereo era stato preso in consegna dal PFLP mentre veniva dirottato a Dawson's Field, aumentando il numero degli ostaggi a 306.
Quando tutti i passeggeri e l'equipaggio non israeliani e non ebrei furono rilasciati, il primo ufficiale Horst Jerosch rimase prigioniero.

## Dirottamento del volo Pan Am 93
Il volo Pan Am 93 (tipo Boeing 747, numero di serie 19656/34, registrazione N752PA, nome Clipper Fortune) trasportava 152 passeggeri e 17 membri dell'equipaggio, di cui 85 cittadini statunitensi. Il volo era da Bruxelles, Belgio, a New York, con scalo ad Amsterdam. I due dirottatori scesi dal volo El Al salirono a bordo e dirottarono questo volo come obiettivo di opportunità.
Il direttore di volo John Ferruggio ha ricordato,
 Eravamo pronti per il decollo ad Amsterdam, e l'aereo si fermò bruscamente in mezzo alla pista. E il capitano Priddy mi chiamò nella cabina di pilotaggio e disse, "Vorrei parlarti." Andai nella cabina di pilotaggio e lui disse, "Abbiamo due passeggeri di nome Diop e Gueye." Disse, "Scendi e cerca di trovarli nella lista, perché vorrei parlare con loro." ... Così il capitano Priddy li fece sedere su questi due sedili qui. Diede loro una bella pacca.  Avevano un contenitore di polistirolo nella zona inguinale dove trasportavano la granata e le pistole calibro 25. Ma questo lo scoprimmo molto più tardi. 
L'aereo atterrò prima a Beirut, dove fece rifornimento e raccolse diversi complici dei dirottatori, insieme a abbastanza esplosivi da distruggere l'intero aereo. Poi atterrò al Cairo dopo l'incertezza se l'aeroporto di Dawson's Field potesse gestire le dimensioni del nuovo jumbo jet Boeing 747. Il direttore di volo John Ferruggio, che guidò l'evacuazione dell'aereo, è accreditato per aver salvato i passeggeri e l'equipaggio dell'aereo. L'aereo saltò in aria al Cairo pochi secondi dopo essere stato evacuato. Questa fu la prima perdita dello scafo di un Boeing 747. Una registrazione audio delle istruzioni di atterraggio di Feruggio ai passeggeri fu fatta da uno di loro e può essere ascoltata in un rapporto della National Public Radio. I dirottatori furono arrestati dalla polizia egiziana.

## Dirottamento del volo BOAC 775
Il 9 settembre un quinto aereo, il volo BOAC 775, un Vickers VC10 (marchio G-ASGN), in volo da Bombay (ora Mumbai) a Londra via Bahrein e Beirut, fu dirottato dopo essere partito dal Bahrein e forzatamente atterrato a Dawson's Field. Fu opera di un simpatizzante del PFLP che voleva influenzare il governo britannico affinché liberasse Leila Khaled.
Le riprese dell'aereo in decollo da Beirut per Dawson's Field sono nell'archivio Pathe News.